# 天繡
天繡（てんしゅう）は明代に陝西で極楽政権を樹立し自立した王斌が用いた私年号。1457年。

## 西暦・干支との対照表
| 天繡 | 元年             |
| 西暦 | 1457年           |
| 干支 | 丁丑             |
| 明   | 景泰8年 天順元年 |